# Incidente de Lonnie Zamora

Localização de Socorro em Novo México.

O incidente de Lonnie Zamora foi um suposto avistamento de um objeto voador não identificado perto de Socorro, Novo México, em 24 de abril de 1964. Lonnie Zamora, um policial de Socorro, alegou ter visto duas pessoas próximas a um objeto brilhante que depois se levantou até o ar acompanhado de uma chama azul e laranja estrondosa. Este relato recebeu atenção de jornais, investigadores de OVNIs e organizações ufológicas, e o Project Blue Book da Força Aérea dos Estados Unidos classificou o caso como “desconhecido”. Explicações convencionais dos relatos de Zamora incluem um teste de módulo de pouso lunar feito pelo Campo de Teste de Mísseis de White Sands e uma farsa organizada por estudantes da New Mexico Tech.

## Incidente
Em 24 de abril de 1964, aproximadamente às 17h45, o despachante de rádio da Polícia de Socorro, Nep Lopez, recebeu uma chamada de rádio do Sargento Lonnie Zamora relatando um possível acidente com veículo motorizado. Zamora avisou Lopez que estaria "verificando o carro no arroio". Pouco tempo depois, Lopez recebeu uma chamada de rádio do Zamora lhe pedindo para olhar para fora da janela, para que ele visse um objeto. Quando Lopez perguntou sobre a aparência, Zamora disse que o objeto “se parecia com um balão” e pediu que o sargento Chavez, da polícia estadual de Novo México, o encontrasse na localização. Quando Chavez chegou, ele perguntou a Zamora o que houve, e Zamora o fez examinar alguns arbustos que estavam queimando. Quando outros policiais chegaram, notaram manchas de grama e arbustos em chamas.

## Relatos de Zamora

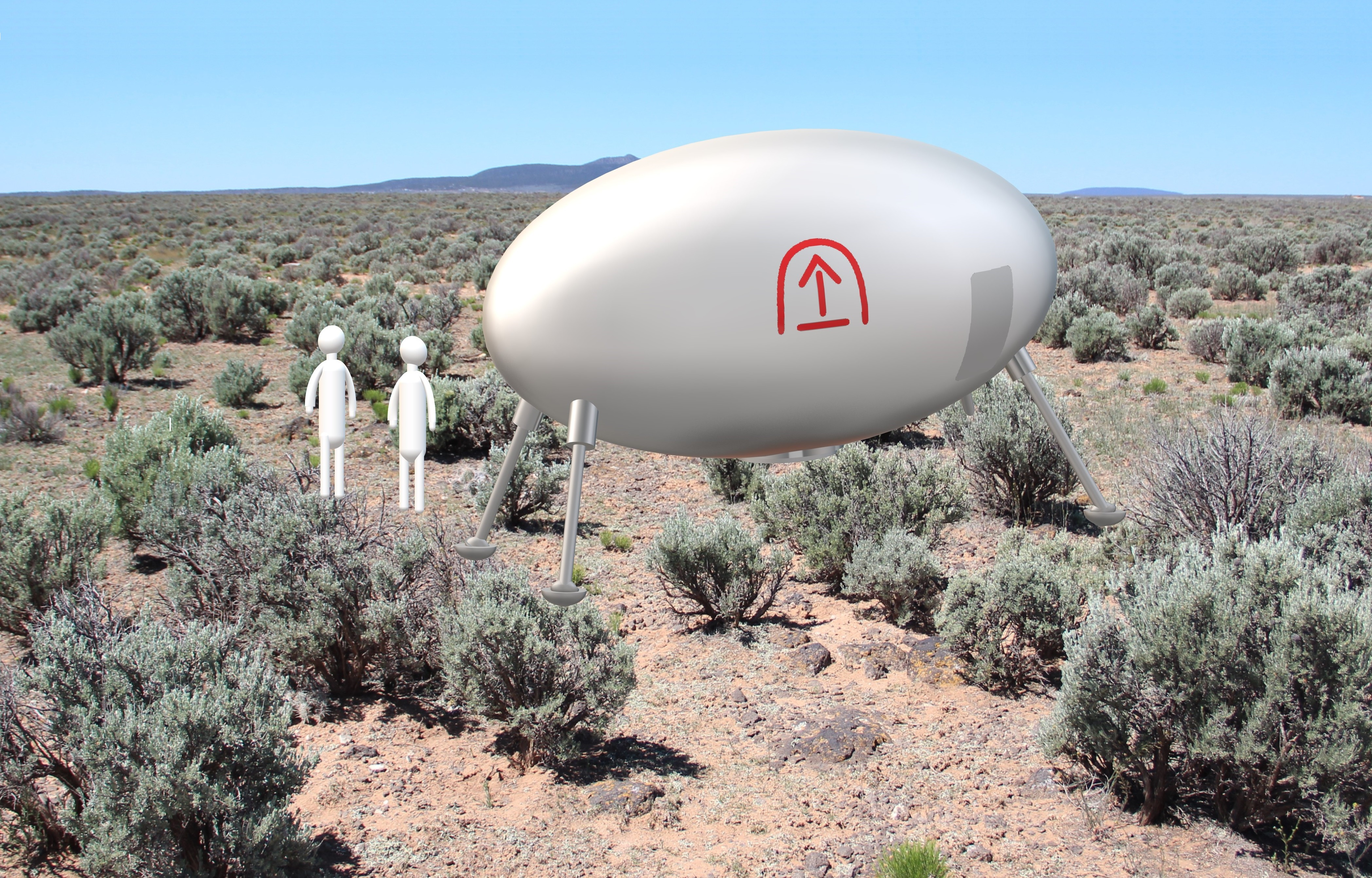
Ilustração do suposto OVNI, com base nos relatos de Zamora.

Zamora disse às autoridades que estava perseguindo um carro em alta velocidade ao sul da cidade de Socorro quando "ouviu um rugido e viu uma chama no céu a sudoeste, a uma certa distância - possivelmente meia milha ou uma milha". Acreditando que uma barraca de dinamite local poderia ter explodido, Zamora disse que parou a perseguição e investigou a possível explosão. Zamora afirmou ter observado um objeto brilhante, "ao sul, a cerca de 150 a 200 jardas (140 a 180 metros)", que no início ele acreditou ser um “carro branco capotado ... em cima do radiador ou no porta-malas". O objeto era "que nem alumínio" e tinha o formato da letra “O”. Zamora alegou ter brevemente observado duas pessoas de macacão branco ao lado do objeto, das quais ele depois descreveu como “com formato normal–mas possivelmente eles eram adultos pequenos ou crianças grandes”. Zamora afirmou ter ouvido um rugido e visto uma chama azul e laranja debaixo do objeto, que decolou e rapidamente foi embora.

## Investigações e explicações
As alegações de Zamora foram investigadas pelo Project Blue Book e por ufólogos, e foram relatadas na imprensa popular. Várias explicações foram dadas ao caso. Steuart Campbell, que é cético sobre OVNIs, sugeriu que tudo o que foi visto e ouvido por Zamora e pelas outras testemunhas foi “quase certamente” uma miragem da estrela Canopus. Também foi sugerido que Zamora testemunhou um teste de um dispositivo de pouso lunar por empregados do Campo de Teste de Mísseis de White Sands. O cético Robert Sheaffer sugeriu que o incidente foi uma farsa organizada por estudantes da New Mexico Tech. Stirling Colgate, o presidente da New Tech Mexico na época, apoiou esta teoria, e escreveu que o objeto observado por Zamora era: “Uma vela em um balão. Não era sofisticado.” O cético Philip J. Klass, que visitou Socorro anos após o incidente, disse que o evento todo era parte de uma conspiração planejada pelo governo municipal para aumentar o turismo.

## Eventos posteriores
Em 1966, o presidente da Câmara de Comércio do Condado de Socorro, Paul Ridings, propôs desenvolver o local do suposto encontro de Zamora com um OVNI para torná-lo mais acessível aos turistas. Consequentemente, foram construídas passarelas e degraus de pedra no arroio a partir do topo da mesa, com uma passarela de pedra ao redor do suposto local de pouso que incluía alguns bancos de madeira. Entretanto, esses bancos foram construídos a aproximadamente um quarto de uma milha do local real do suposto avistamento de Zamora, devido a rumores locais de que o local original estava contaminado por radioatividade. Zamora morreu em 2 de novembro de 2009, em Socorro, com 76 anos de idade. Em 2012, dois funcionários da cidade de Socorro, Ravi Bhasker e Pat Salome, encomendaram à artista local Erika Burleigh uma pintura de um mural em um vertedouro voltado para a Park Street para comemorar o suposto avistamento de OVNI de Zamora.